# ATP Tour World Championships 1990 - Singolare
Il singolare dell'ATP Tour World Championships 1990 è stato un torneo di tennis facente parte dell'ATP Tour.
Stefan Edberg era il detentore del titolo, ma Andre Agassi lo ha battuto in finale 5–7, 7–6(5), 7–5, 6–2.

## Tabellone

### Legenda
| - Q = Qualificato - WC = Wild card - LL = Lucky loser | - ALT = Alternate - SE = Special Exempt - PR = Protected Ranking | - w/o = Walkover - r = Ritirato - d = Squalificato |

### Finali
|  | Semifinali    | Semifinali    | Semifinali    | Semifinali    | Semifinali    | Semifinali | Semifinali |  |  | Finale        | Finale        | Finale        | Finale | Finale | Finale | Finale |  |
|  |               |               |               |               |               |            |            |  |  |               |               |               |        |        |        |        |  |
|  | Stefan Edberg | Stefan Edberg | Stefan Edberg | Stefan Edberg | Stefan Edberg | 6          | 6          |  |  |               |               |               |        |        |        |        |  |
|  | Ivan Lendl    | Ivan Lendl    | Ivan Lendl    | Ivan Lendl    | Ivan Lendl    | 4          | 2          |  |  | Stefan Edberg | Stefan Edberg | Stefan Edberg | 7      | 65     | 5      | 2      |  |
|  | Boris Becker  | Boris Becker  | Boris Becker  | Boris Becker  | Boris Becker  | 2          | 4          |  |  | Andre Agassi  | Andre Agassi  | Andre Agassi  | 5      | 7      | 7      | 6      |  |
|  | Andre Agassi  | Andre Agassi  | Andre Agassi  | Andre Agassi  | Andre Agassi  | 6          | 6          |  |  |               |               |               |        |        |        |        |  |

### Gruppo Arthur Ashe
|  |                | Edberg              | Agassi              | Sampras  | Sánchez          | RR W–L | Set W–L | Game W–L | Standings |
|  | Stefan Edberg  |                     | 7–6(4), 4–6, 7–6(5) | 7–5, 6–4 | 6(4)–7, 6–3, 6–1 | 3–0    | 6–2     | 49-38    | 1         |
|  | Andre Agassi   | 6(4)–7, 6–4, 6(5)–7 |                     | 6–4, 6–2 | 6–0, 6–3         | 2–1    | 5–2     | 42-27    | 2         |
|  | Pete Sampras   | 5–7, 4–6            | 4–6, 2–6            |          | 6–2, 6–4         | 1–2    | 2–4     | 27-31    | 3         |
|  | Emilio Sánchez | 7–6(4), 3–6, 1–6    | 0–6, 3–6            | 2–6, 4–6 |                  | 0–3    | 1–6     | 20-42    | 4         |

La classifica viene stilata in base ai seguenti criteri: 1) Numero di vittorie; 2) Numero di partite giocate; 3) Scontri diretti (in caso di due giocatori pari merito ); 4) Percentuale di set vinti o di games vinti (in caso di tre giocatori pari merito ); 5) Decisione della commissione.

### Gruppo Cliff Drysdale
|  |               | Becker           | Lendl            | Gómez Santos  | Muster        | RR W–L | Set W–L | Game W–L | Standings |
|  | Boris Becker  |                  | 1–6, 7–6(2), 6–4 | 4–6, 6–3, 6–3 | 7–5, 6–4      | 3–0    | 6–2     | 43-37    | 1         |
|  | Ivan Lendl    | 6–1, 6(2)–7, 4–6 |                  | 6–4, 6–1      | 6–3, 6–3      | 2–1    | 5–2     | 30-25    | 2         |
|  | Andrés Gómez  | 6–4, 3–6, 3–6    | 4–6, 1–6         |               | 5–7, 7–5, 4–6 | 0–3    | 2–6     | 33-46    | 4         |
|  | Thomas Muster | 5–7, 4–6         | 3–6, 3–6         | 7–5, 5–7, 6–4 |               | 1–2    | 2–5     | 33-41    | 3         |

La classifica viene stilata in base ai seguenti criteri: 1) Numero di vittorie; 2) Numero di partite giocate; 3) Scontri diretti (in caso di due giocatori pari merito ); 4) Percentuale di set vinti o di games vinti (in caso di tre giocatori pari merito ); 5) Decisione della commissione.